# Kimura Kaito
Kaito Kimura (sinh ngày 2 tháng 9 năm 1993) là một cầu thủ bóng đá người Nhật Bản.

## Sự nghiệp câu lạc bộ
Kaito Kimura đã từng chơi cho Kagoshima United FC.